# دوري كازاخستان الممتاز 2013
دوري كازاخستان الممتاز 2013 (بالروسية: Чемпионат Казахстана по футболу 2013)‏ هو الموسم 22 من  دوري كازاخستان الممتاز. أقيم خلال الفترة 9 مارس 2013 وحتى 2 نوفمبر 2013، والذي يشرف على تنظيمه اتحاد كازاخستان لكرة القدم، وكان عدد الأندية المشاركة فيه  12، وفاز فيه نادي آكتوبه.